# Chiesa di San Marcello (Predaia)
La chiesa di San Marcello è la parrocchiale di Dardine, frazione di Predaia in Trentino. Fa parte della zona pastorale delle Valli del Noce e risale al XIII secolo.

## Storia

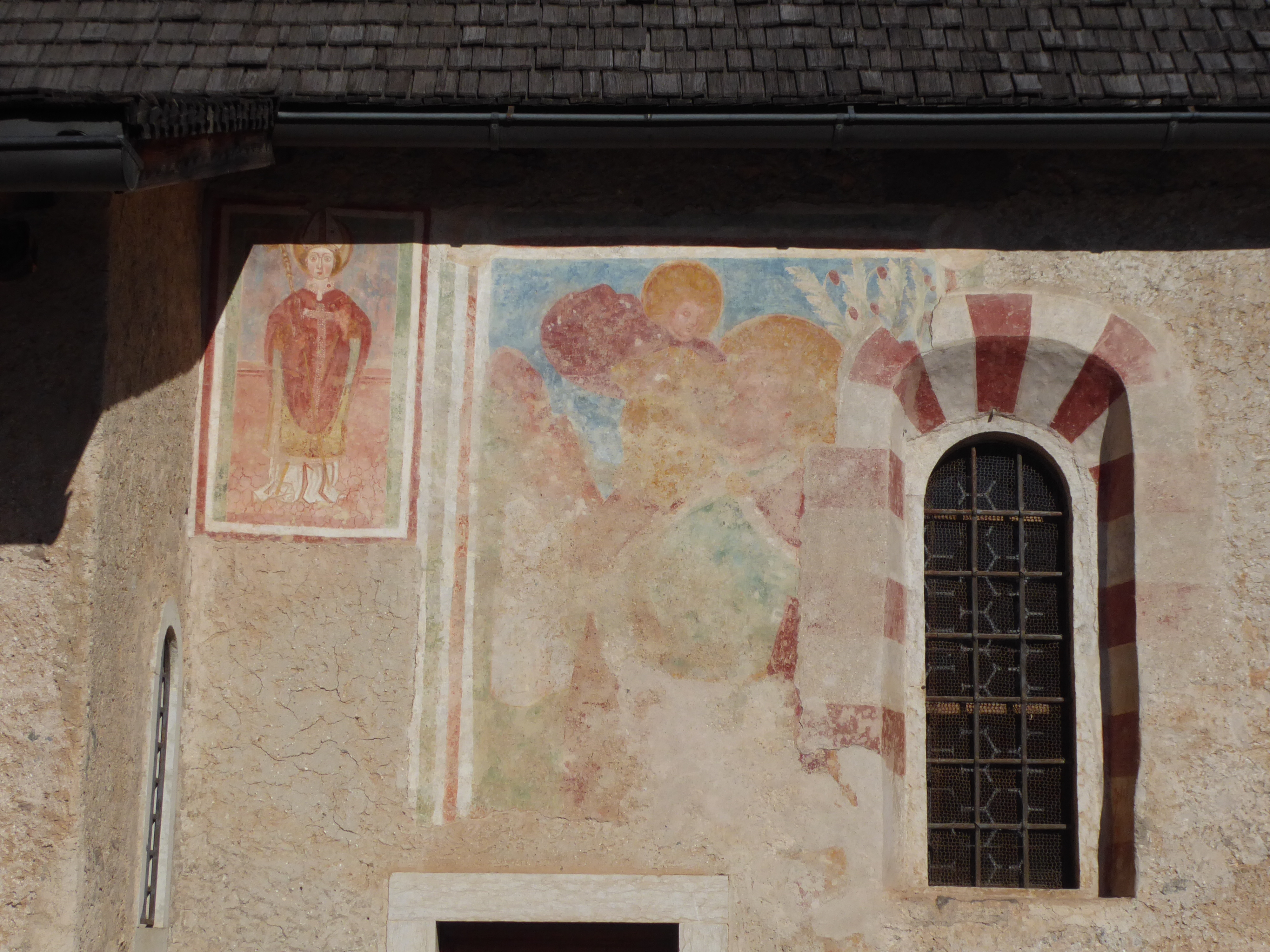
Affresco che raffigura la Madonna che allatta sulla parete esterna.

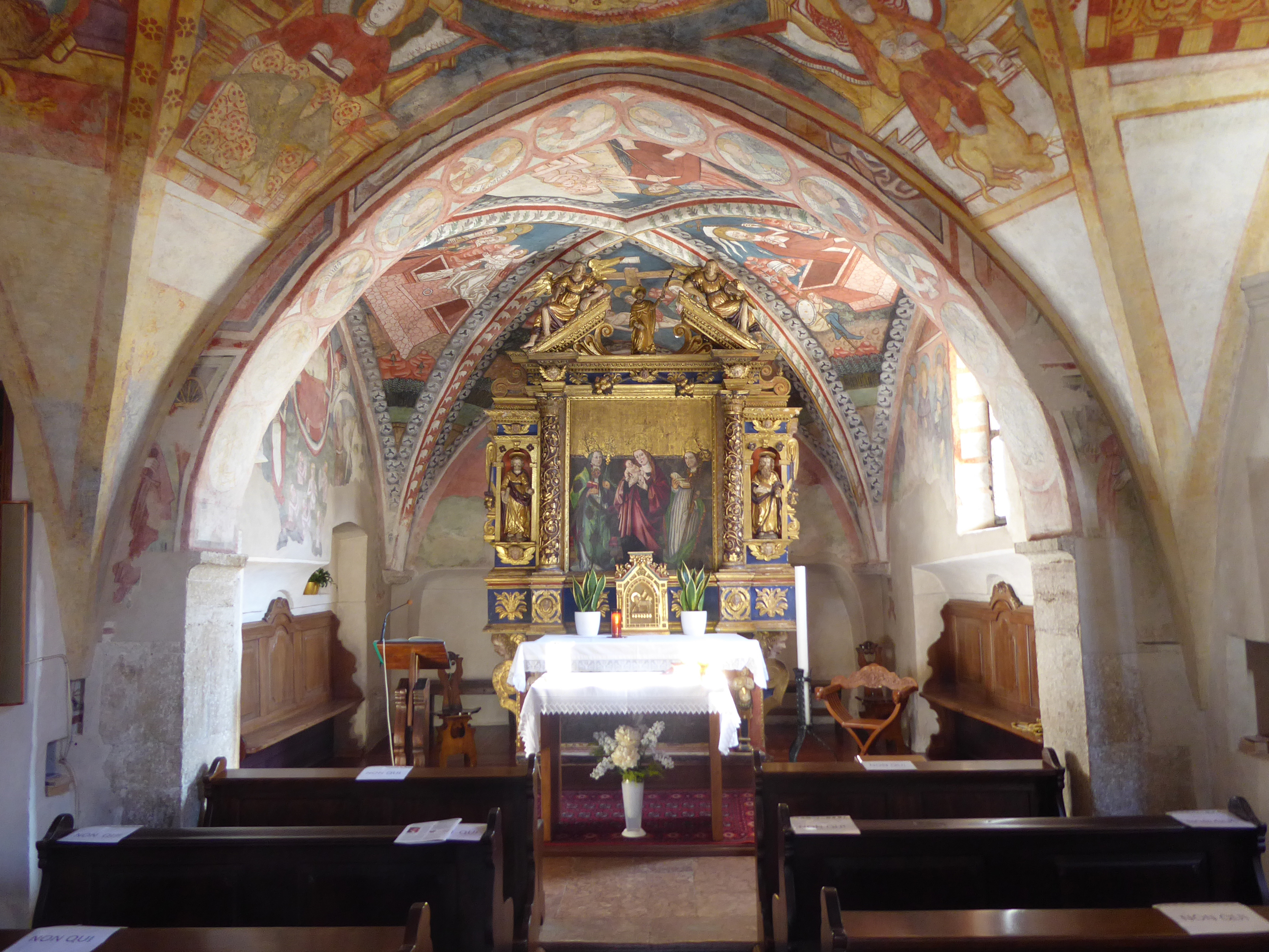
Parte presbiteriale riccamente decorata ad affresco.

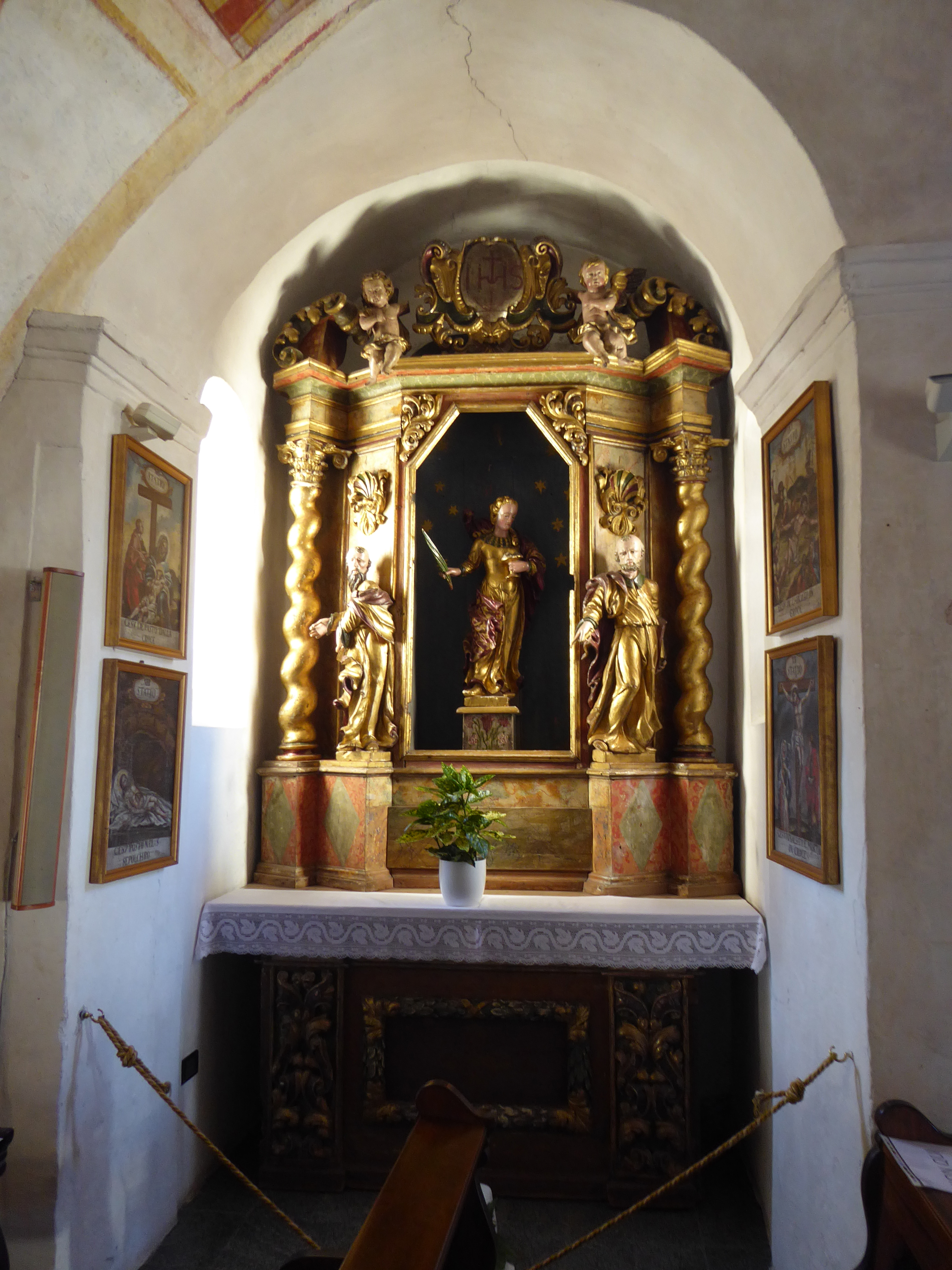
Altare laterale destro.

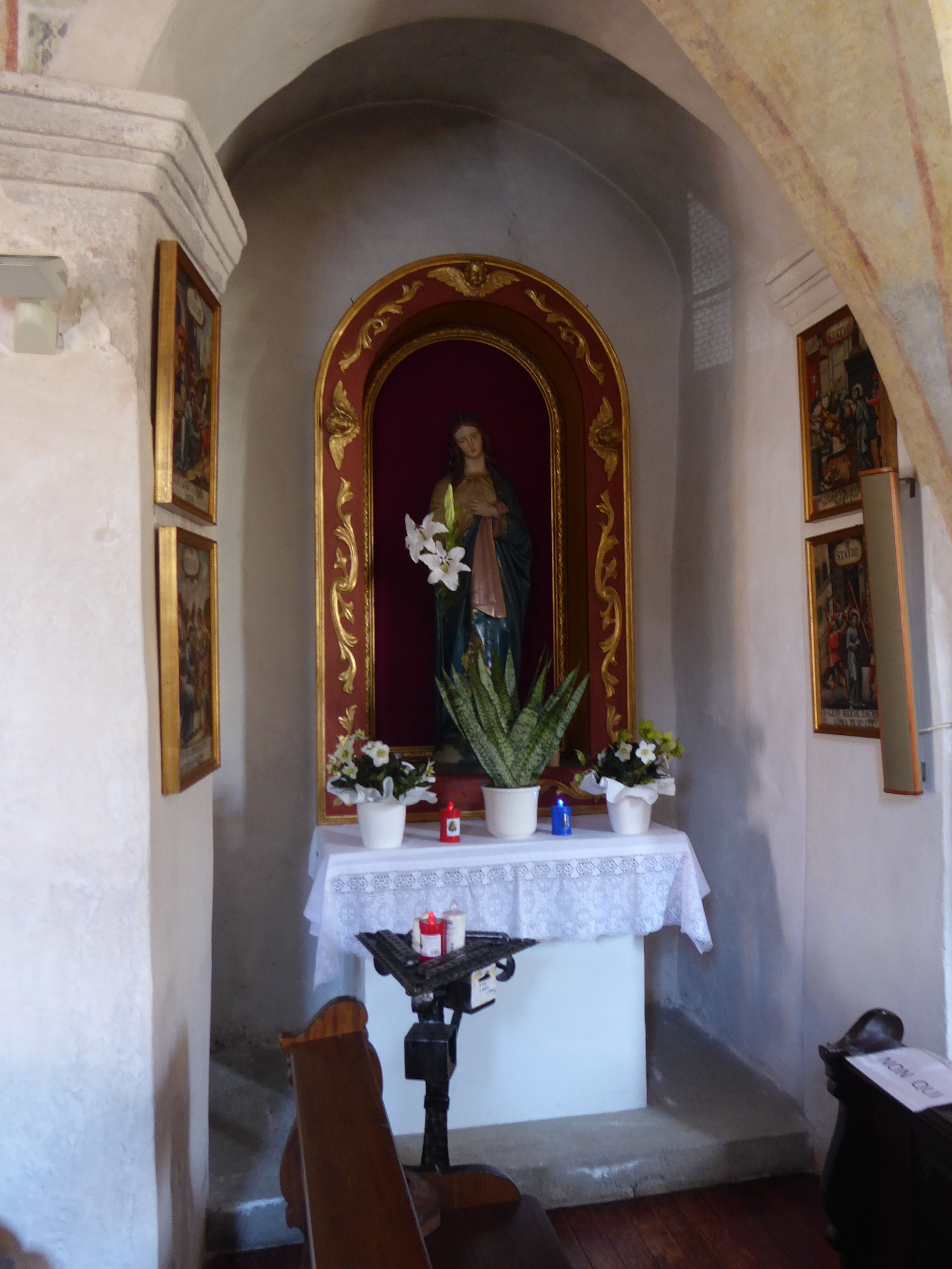
Altare laterale sinistro.

Sembra che a Dardine il primo luogo di culto risalga al XIII secolo. Attorno alla metà del secolo successivo l'edificio venne sicuramente ricostruito e arricchito di decorazioni, come un affresco raffigurante la Madonna ancora visibile all'esterno.
A partire dal 1475 fu oggetto di importanti lavori con la suddivisione dell'interno in due parti e successivamente vennero eseguiti vari cicli di affreschi sia all'interno sia all'esterno, attribuiti a scuola  altoatesina.
Una prima consacrazione venne celebrata il 23 febbraio del 1500 e in tale occasione la dedicazione fu per san Marcello. La torre campanaria venne eretta entro la metà del XVI secolo e per l'occasione venne fusa la prima campana. Seguirono varie modifiche strutturali che in parte distrussero gli affreschi presenti ed entro la fine del secolo la chiesa dispose di tre altari. Oltre a quello maggiore i due laterali vennero dedicati a santa Lucia e a santo Stefano.
Gli interventi proseguirono con la fusione di una seconda campana, l'arricchimento di decorazioni e la preparazione di un altare in legno di grande pregio. Tra il 1708 e il 1725 la sala venne ingrandita con le cappelle laterali e il 24 luglio 1710 venne eretta a dignità di chiesa primissaria. A Partire dal 1770 il cimitero, prima attorno alla chiesa, venne spostato e entro il decennio venne rifatta la copertura del tetto.
Nel 1837 ebbe la concessione della custodia dell'Eucaristia e nel 1843 quella del fonte battesimale. Entro i primi anni del XX secolo fu creato un nuovo accesso latelale che portò alla distruzione di alcune parti affrescate.
Subito dopo il primo conflitto mondiale fu necessario sostituire le campane che erano state confiscate dagli austriaci e poco prima dello scoppio della seconda guerra mondiale
venne rifatta la copertura del tetto, sostituendo le scandole in legno con coppi.
Venne elevata a dignità parrocchiale il 25 dicembre 1963. In seguito fu realizzato l'aadeguamento liturgico e vennero installati vari impianti. La copertura del tetto, nel 1994, venne ripristinata in scandole di larice.
spaccate a mano nel 1994. Tra il 1997 e il 1998 vennero recuperati e restaurati alcuni frammenti di affresco che sembravano essere andati perduti.

## Descrizione
L'edificio sacro è estremamente ricco di decorazioni sia nella sua parte esterna sia in quella interna. In particolare l'interno è molto angusto, tipico delle chiese di montagna. Gli affreschi nelle volte interne sono attribuiti a vari maestri attivi nella zona durante il XVI secolo. Alcuni dipinti furono realizzati da Girolamo da Trento. Particolare interesse merita la pala dell'altare maggiore, ma anche gli altari laterali, lignei, rivestono importanza storica e artistica.